# Ulbersdorf (zámek)
Zámek Ulbersdorf (německy Schloss Ulbersdorf) je památkově chráněná budova ve vsi Ulbersdorf (místní část města Hohnstein) v německém zemském okrese Saské Švýcarsko-Východní Krušné hory. Původní rytířský statek pochází z 16. století, hlavní budova byla v 18. století barokně přestavěna.

## Historie
Rytířský statek s panským dvorem byl v Oberulbersdorfu založen v 16. století. V době, kdy drželi zdejší ves páni z Lüttichau, byla budova panského dvora v průběhu 18. století rozšířena na dvoupatrový barokní zámek. Jeho celková rekonstrukce proběhla v letech 1991–1993. Od té doby slouží jako sídlo mateřské školy, zázemí pro kulturní a společenské akce a v patře a podkroví jsou byty. Vlastníkem je město Hohnstein. Zámecký areál je chráněn jako nemovitá kulturní památka pod číslem 09254131.

## Popis
Barokní budova zámku je dvoupatrová s obytným podkrovím, obdélná okna jsou opatřena okenicemi. Západní fasáda prošla klasicistní úpravou. Mansardová střecha je krytá pálenými taškami. Uprostřed jižní stěny vybíhá osmiboká, později dostavěná věž zakončená lucernou a cibulí. Interiér je moderně upravený. Pamětní deska na západní stěně hlásá: Auf dem Rittergut weilte mit Vorliebe Ida von Lüttichau 1798–1856. Sie war eine der bedeutendsten Frauen der deutschen Romantik. (česky Na rytířském statku ráda pobývala Ida von Lüttichau 1798–1856. Byla jednou z nejvýznamnějších žen německého romantismu.). V navazujícím zámeckém parku roste množství starých stromů, zejména lípy, mnoho kultivarů buku lesního, dále jírovce maďaly, habry obecné či rododendrony.